# Nocturnos, op. 9

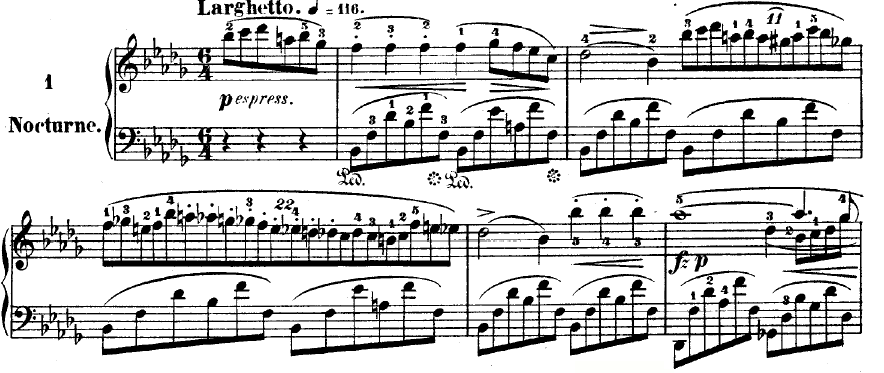
Los seis primeros compases de apertura y el tema principal del Nocturno No.1.

Los Nocturnos, op. 9 son un conjunto de tres nocturnos escritos por Frédéric Chopin entre 1830 y 1832, los cuales fueron publicados ese año y dedicados a Madame Marie Pleyel. El segundo nocturno de la serie es considerado como la pieza más famosa de Chopin.

## Nocturno en Si bemol menor, Op. 9, n.º 1

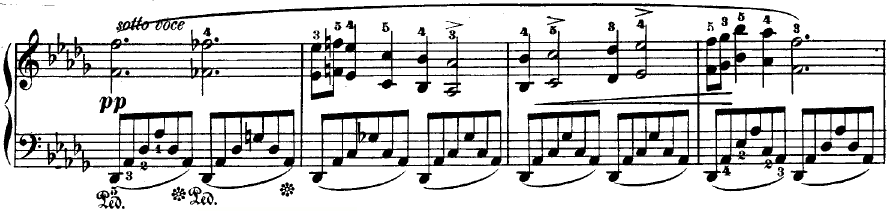
El segundo tema

Este nocturno tiene una libertad rítmica que caracterizó la obra posterior de Chopin. La mano izquierda tiene una secuencia ininterrumpida de corcheas en arpegios simples a lo largo de toda la pieza, mientras que la mano derecha se mueve con libertad en patrones de siete, once, veinte y veintidós notas.
La sección inicial se mueve hacia una sección central contrastante, que fluye de regreso al material de apertura en un pasaje de transición donde la melodía flota por encima de diecisiete compases consecutivos de acordes mayores en Re bemol. La repetición de la primera sección surge de esto, seguida de un final en una tercera de Picardía.

## Nocturno en mi bemol mayor, Op. 9, n.º 2
Chopin compuso su nocturno más conocido en la tonalidad de mi bemol mayor, op. 9, n.º 2, cuando tenía alrededor de veinte años.
Este conocido nocturno está en forma binaria redondeada (A, A, B, A, B, A) con coda, C. Las secciones A y B aparecen cada vez más adornadas con cada recurrencia. El penúltimo compás utiliza una considerable libertad rítmica, indicada por la instrucción senza tempo (sin tempo). El nocturno en mi bemol mayor comienza con una melodía en legato, principalmente piano, que contiene saltos elegantes hacia arriba, los cuales se hacen cada vez más amplios a medida que se desarrolla la línea. Esta melodía se vuelve a escuchar tres veces durante la pieza. Con cada repetición, varía con tonos decorativos y trinos cada vez más elaborados. El nocturno también incluye una melodía subordinada, que se toca en rubato. 
Una base sonora para la línea melódica es proporcionada por notas ampliamente espaciadas en el acompañamiento, conectadas por el pedal de resonancia. El acompañamiento, tipo vals, enfatiza suavemente el compás 12/8, 12 pulsaciones a la medida subdivididos en cuatro grupos de 3 pulsaciones cada uno. 
|  |  |

### En teatro
El baile final del ballet In the Night de Jerome Robbins (1970) fue coreografiado con este nocturno.

## Nocturno en Si mayor, Op. 9, n.º 3

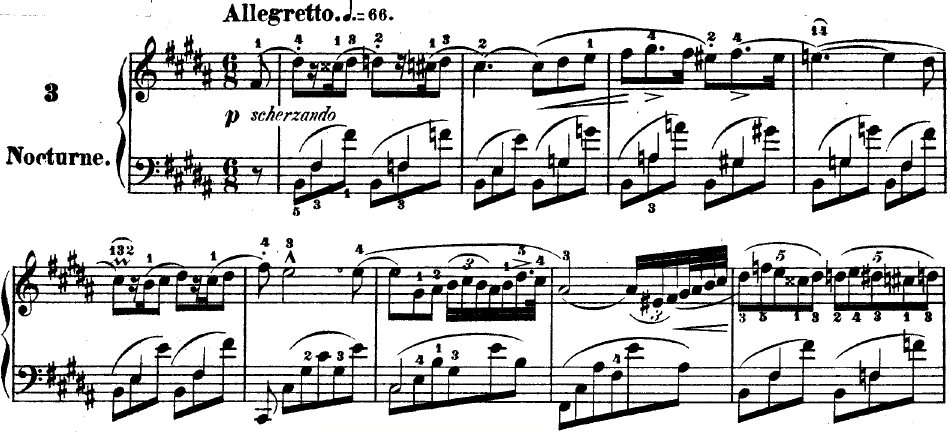
Los compases iniciales del número Nocturno No. 3 en si mayor.

El nocturno tiene una forma ternaria ABA. La primera sección está marcada allegretto. El tema principal es cromático, pero lleno de energía nostálgica. La segunda sección contrastante, Agitato, en la tonalidad de si menor, es muy dramática, con una melodía y una contra-melodía combinadas en la mano derecha y arpegios continuos de octava nota en la izquierda, lo que requiere virtuosismo interpretativo. La pieza está llena de adornos coloratura, y termina con un acorde en la mano izquierda acompañado de tresillos de la mano derecha en una octava alta para conducir a un legatissimo smorzando adagio (senza tempo).  